# Turismo en Abruzos

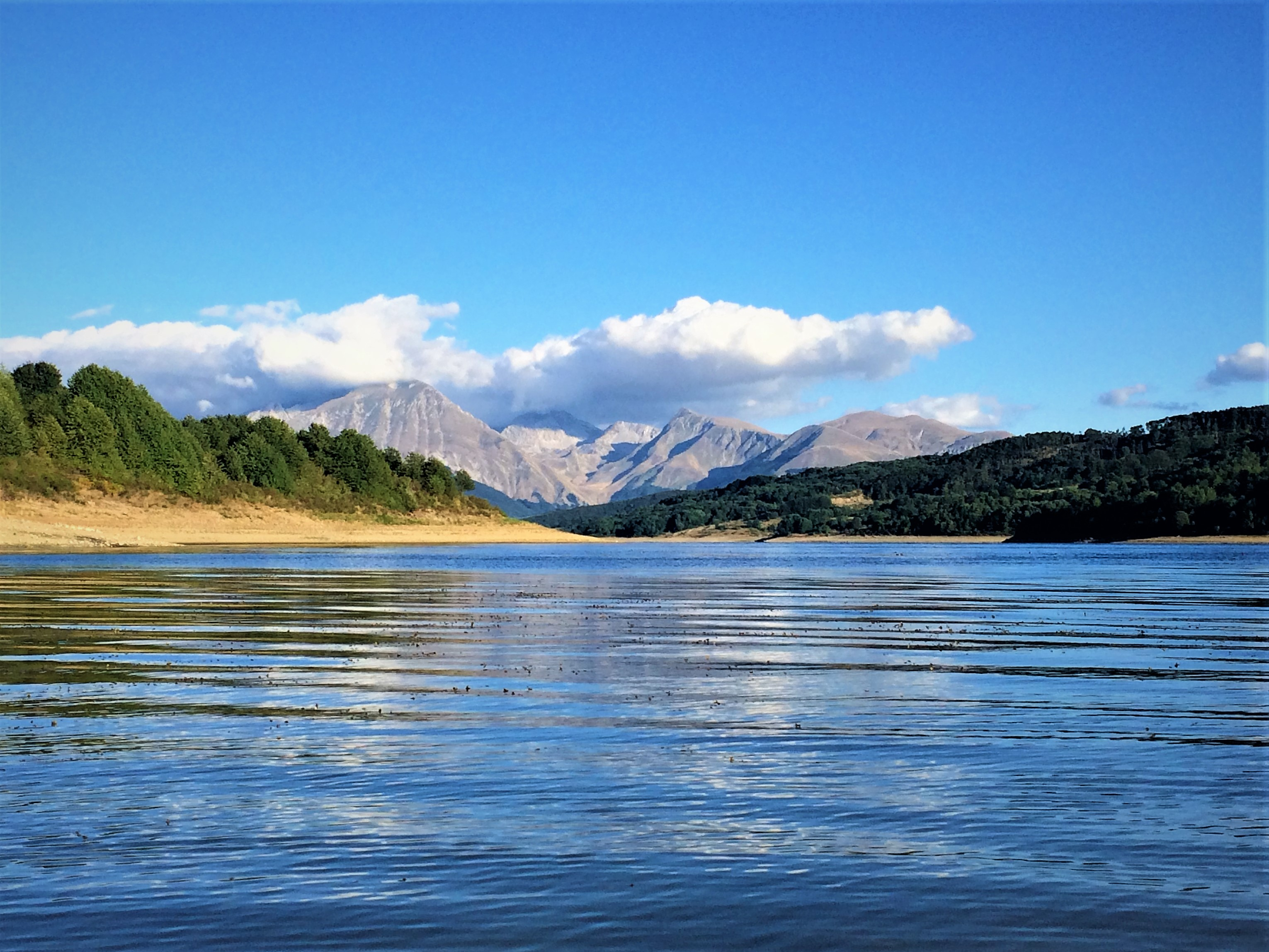
Campotosto la aguja

El Turismo en Abruzos se ha convertido en uno de los sectores más prósperos de la economía de los Abruzos, y en los últimos años se ha visto un notable crecimiento. Numerosos turistas atraen de Italia y Europa, según las estadísticas del Instituto Italiano de estadísticas ISTAT en 2007 ascendió a 1.371.155 llegadas de italianos y 189,651 extranjeros. Un total de 7.374.646 llegadas eran turistas Esa cifra pone a la región XVII entre las regiones italianas para el número de turistas al año. De acuerdo a un análisis y estudios sobre el sector turístico de la Sociedad Nacional de los Abruzos TurisMonitor 2012, después de un aumento que se sitúa entre el 4 y el 5% de las llegadas de turistas internacionales en la región de Abruzos, en 2012 se estima que las llegadas internacionales que será de alrededor de 3 / 4% a finales de 2012 con el personal que trabaja en el turismo aumentará situándose en alrededor de 25 000 personas. Siempre posición de primeros arribos de Alemania. Un discreto apoyo al turismo se da también al Aeropuerto de Pescara con un costo bajo y muchos vuelos chárter que conectan la región con el resto de Europa. La región de fomentar y promover el turismo en el 2012 también se abrió en diferentes sitios web y aplicaciones interactivas para teléfonos inteligentes y las tabletas a favor del turismo (Abruzzo Turismo Visit.Abruzzo Twitter "YourAbruzzo Abruzzo events Abruzzo Rai locales SkiAbruzzo) y otros, destinados principalmente para el mercado europeo, especialmente para los países en Gran Bretaña, Francia, Alemania, Países Bajos, Suecia y Noruega.

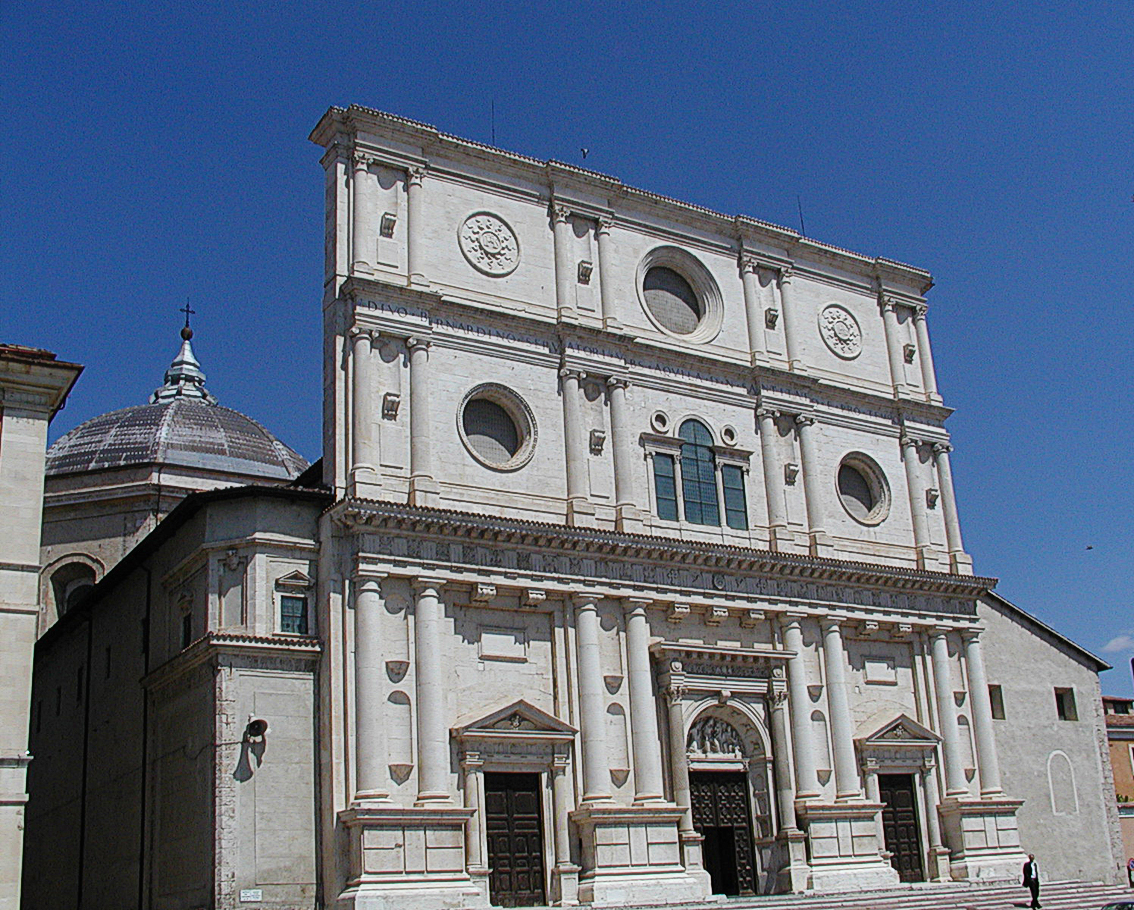
L'Aquila:Basílica de San Bernardino

El turismo de Abruzos básicamente se pueden dividir en tres tipos diferentes: El turismo de montaña, que incluye balnearios naturales numerosas excursiones de esquí, reservas naturales y áreas protegidas, el turismo costero y la playa con el número de resorts, hoteles, camping y playas, y, finalmente, el turismo histórico-artístico religioso y cultural concentrado en su mayoría en aldeas de las montañas y ciudades históricas como el águila, Vasto, Chieti, Teramo, Sulmona y muchos otros.

## Turismo de montaña: excursiones de esquí, reservas naturales y áreas protegidas

### Excursiones de esquí

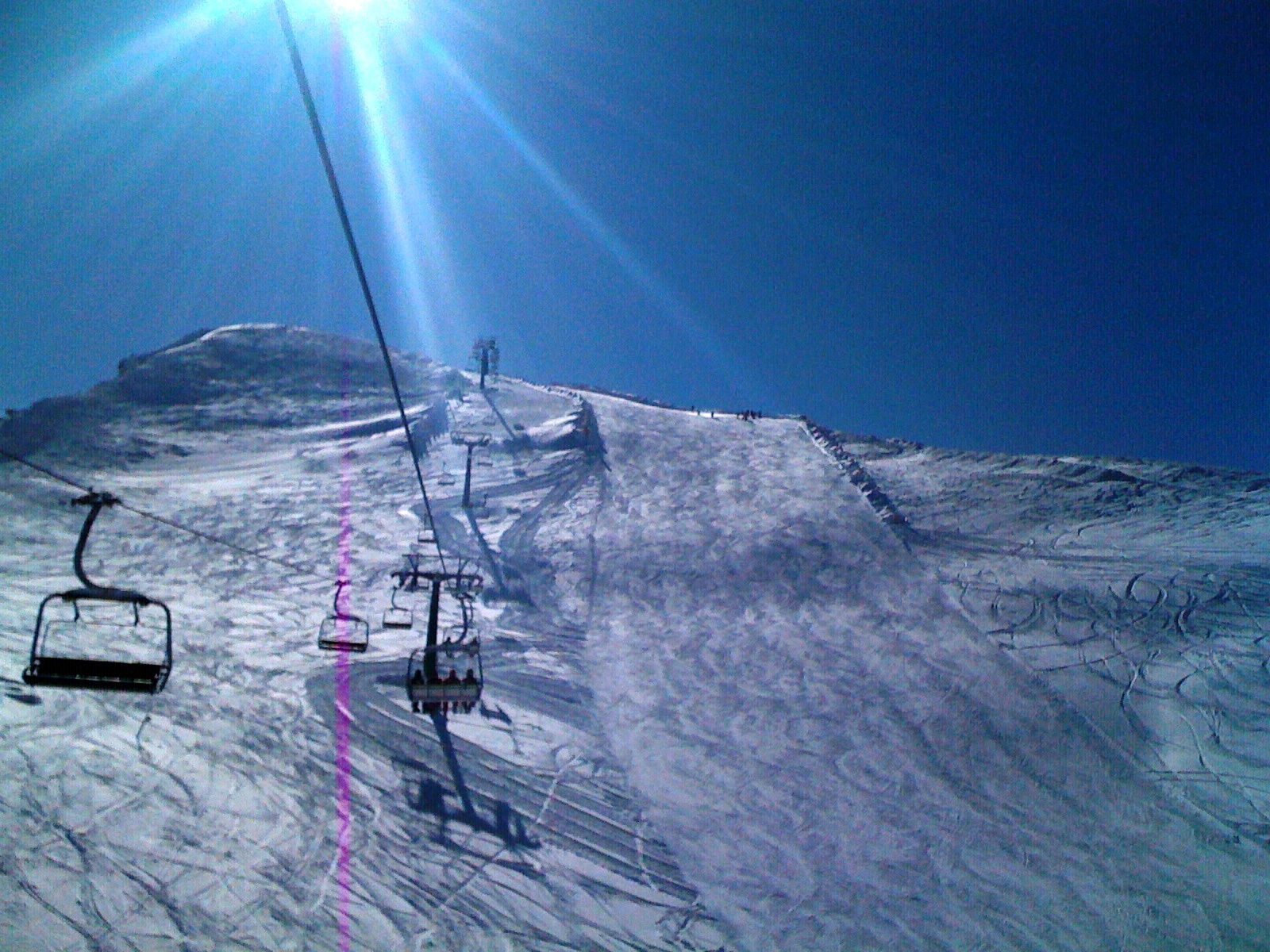
Campo Imperatore.

La región cuenta actualmente con 17 estación de esquí activa. Se encuentran en la localidad de Scanno, Ovindoli, Pescasseroli, Tagliacozzo, Roccaraso, Campo Imperatore, Campo Felice, Rivisondoli, Pescocostanzo y Prati di Tivo donde el turismo de invierno es muy desarrollado y entonces usted puede practicar deportes como el esquí alpino, snowboard, esquí de montaña, esquí de fondo, esquí de fondo y trineos tirados por perros. Otros senderos y las instalaciones se encuentran en San Giacomo (Valle Castellana), Passolanciano-Majelletta Selva Prato, Marsia, Rotondo Campo, Campo di Giove, Passo San Leonardo, Godi Passo, Pizzoferrato y Gamberale.

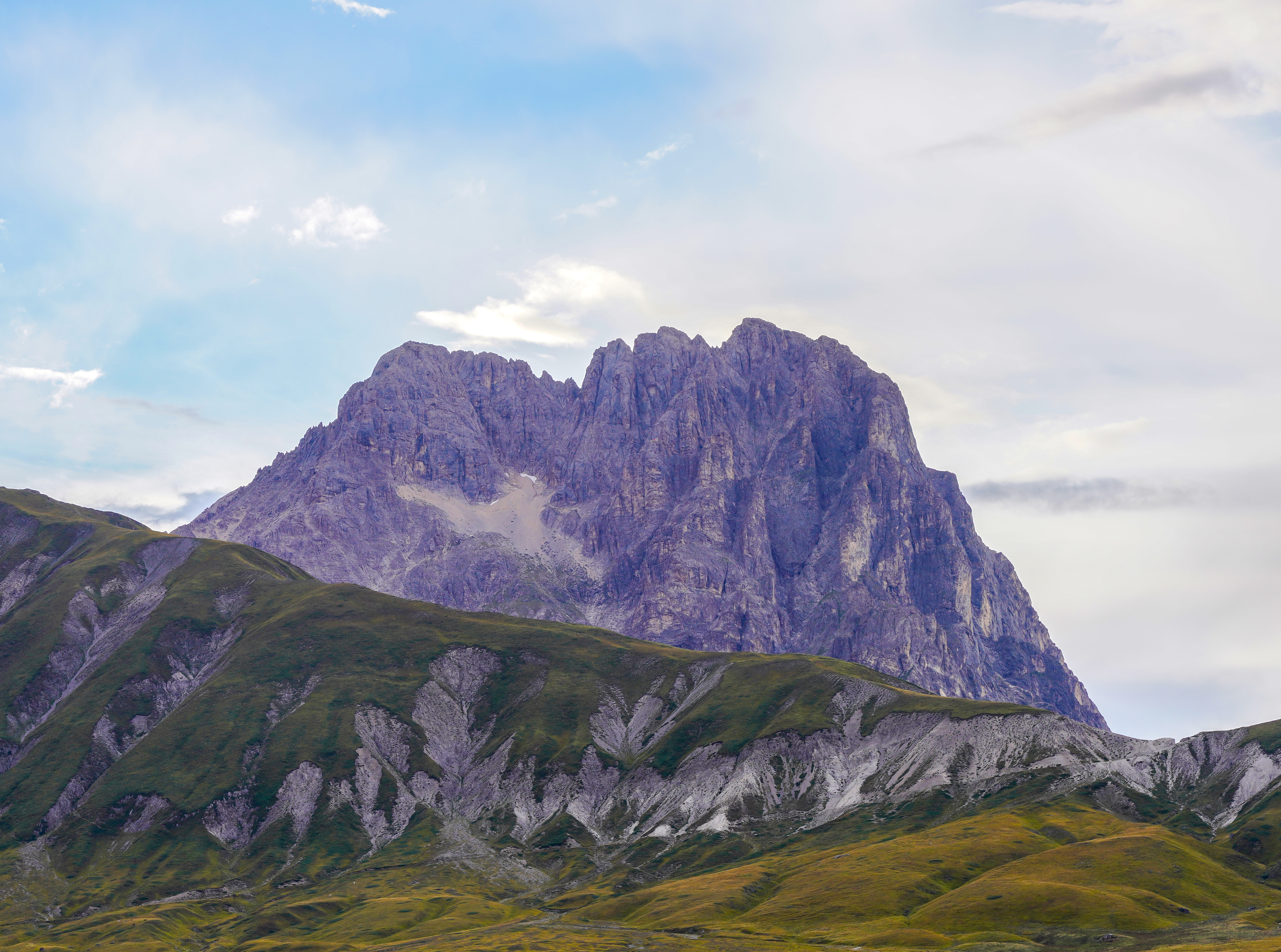
Corno Grande en el macizo del Gran Sasso, el pico más alto de los Apeninos

### Reservas naturales y áreas protegidas
Abruzos se llama región más verde de Europa y cuenta con la presencia de tres parques nacionales (Parque nacional de los Abruzos, Lacio y Molise, Parque nacional del Gran Sasso y Montes de la Laga, Parque nacional de la Majella), el Parque regional Sirente Velino y 38 áreas protegidas entre los oasis, las reservas regionales y las reservas estatales. Los parques permiten a los turistas excursiones y actividades en la naturaleza, el ocio y las vacaciones como excursiones al parque, montar a caballo, senderismo, ciclismo, piragüismo, rafting, windsurf, observación de aves, paseos en bote en el lago de Bomba, parapente y ala delta actividades y, finalmente, complejo turístico en el Lago de Scanno y Lago de Campotosto, en adiciones a los parques naturales de Abruzos cuenta con numerosas áreas protegidas.

## El turismo costero

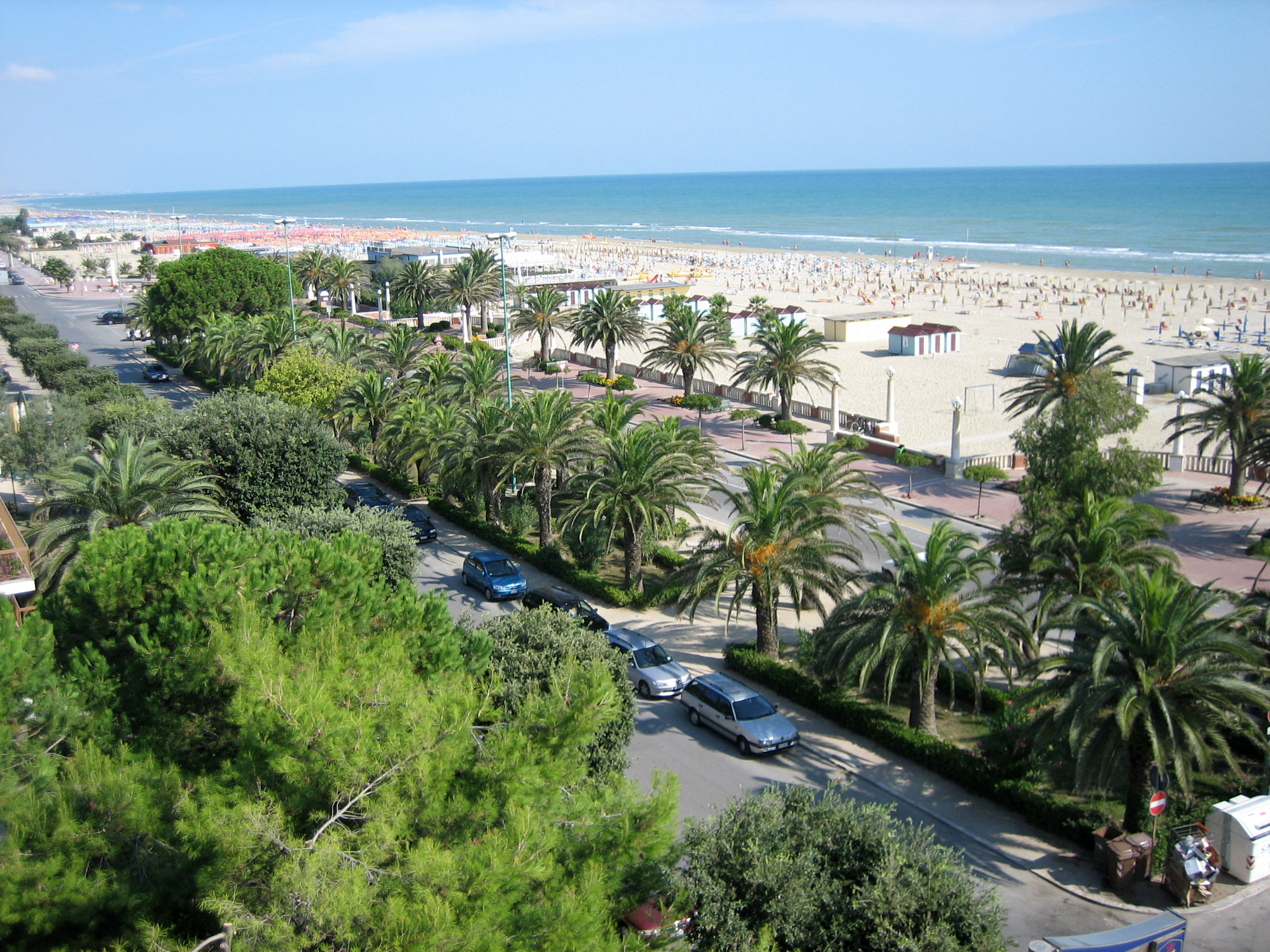
La playa de Giulianova

### Playas, resorts, hoteles, camping y playas
La costa se extiende por 129 kilómetros en Abruzos, es conocido nacionalmente como un turista baño Montesilvano complejos turísticos, Pineto, Roseto degli Abruzzi, Giulianova, Adriatica Alba, Tortoreto, Francavilla al Mare, Ortona, Vasto, Martinsicuro, Silvi Marina, y finalmente la costa Trabocchi no solo es famosa por el mar, pero también para las máquinas de pesca antiguos Abruzos aún visible y puede ser visitado por los turistas a lo largo de la costa. Muchos de estos centros, los centros turísticos tienen el privilegio y el prestigio de ser designado playa Bandera Azul por la calidad del agua y los servicios. Con respecto a este tipo de turismo son actividades que usted puede hacer eso: vela, windsurf y kite surf, piragüismo, pesca, esquí acuático), paseos de pesca y la fotografía submarina, buceo, snorkeling, equitación, golf, ciclismo, carreras de motos, de motocross y off-road, kayak.

## El turismo histórico-artístico y religioso

### Iglesias, museos, pueblos, conventos, abadías

La iglesia de Santa Maria di Collemaggio en L'Aquila, tal como era antes del devastador terremoto del 6 de abril de 2009.

En cuanto al turismo histórico-artístico y religioso importancia cultural, histórica y cultural son la ciudad de Chieti con ruinas romanas, iglesias, museos (Museo Arqueológico Nacional de Abruzzo), Teramo (Catedral, Museo Cívico arqueológico y Pinacoteca, Castello della Monica y varias iglesias), Vasto (Palazzo D'Avalos, Castillo Caldonesco), Lanciano (Milagro de Lanciano), Manoppello (Imagen Manoppello), Ortona (Basílica-Catedral de Santo Tomás Apóstol con los restos del santo discípulo de Jesús), Atri (Basilica di Santa Maria Assunta), Giulianova (Catedral de San Flaviano), Sulmona (Catedral), l'Aquila (incluyendo la famosa Basílica de Santa Maria di Collemaggio - con los restos del papa Celestino V - severamente dañadas por el terremoto de 2009), (Museo Nacional de los Abruzos), Santa Maria del Sufragio, Fort españoles, la Fontana de 99 Caños) y otros pueblos pequeños con muchos monumentos, museos, castillos e iglesias de importancia nacional, a pesar de una ciudad moderna Pescara, tiene basílicas, capillas, iglesias y museos importantes (Basílica de Nuestra Señora de los Dolores, Nuestra Señora de Fuego, Catedral, el museo y lugar de nacimiento de Gabriele D'Annunzio).

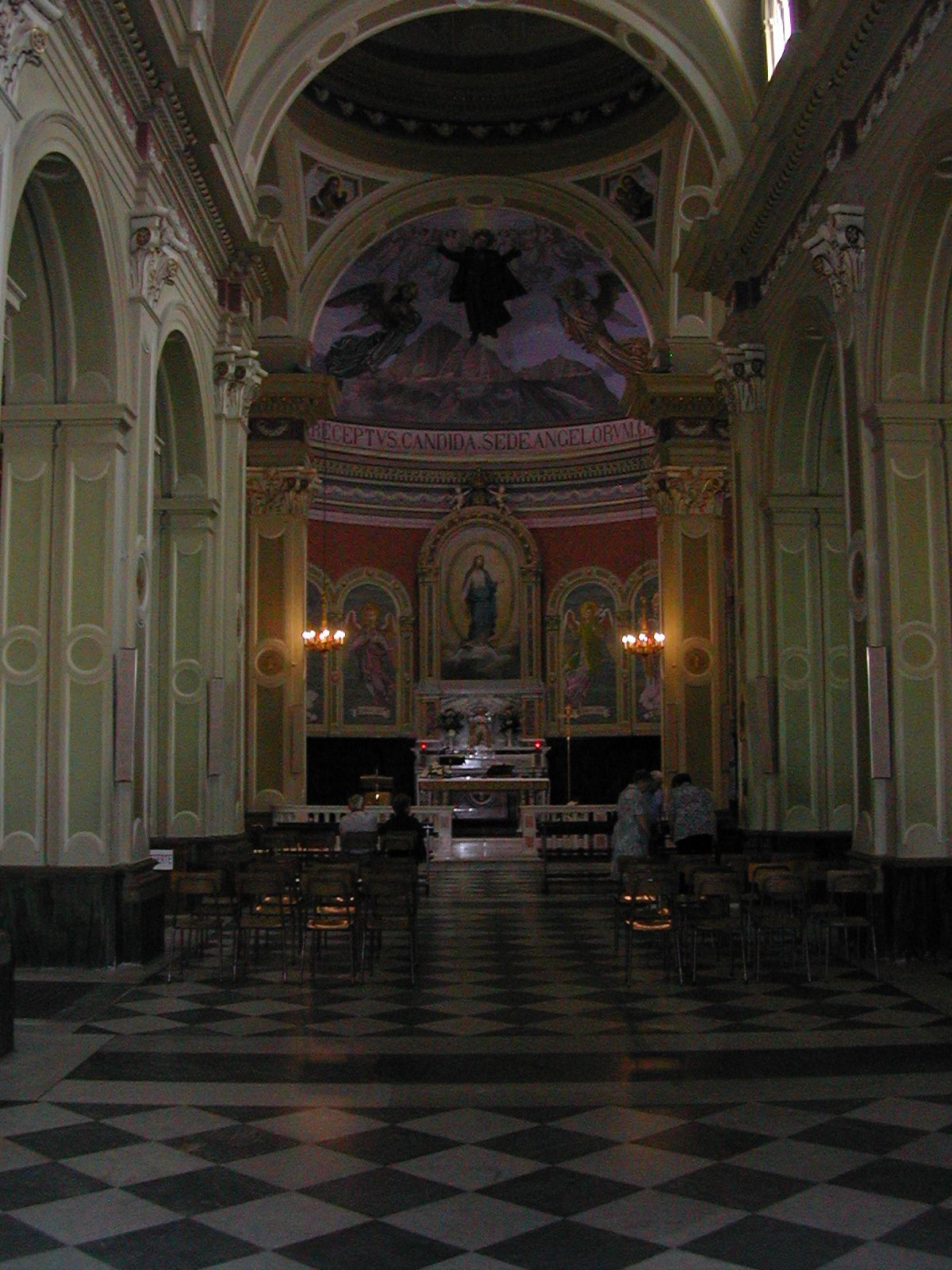
el Monasterio Pasionista de Isola del Gran Sasso

En las montañas del interior están incluidos pueblos antiguos, entre otras cosas en la lista de los pueblos más bellos de Italia (Abbateggio, Anversa degli Abruzzi, Bugnara, Caramanico Terme, Castel del Monte, Castelli, Città Sant'Angelo, Civitella del Tronto cuya fortaleza española es el monumento más visitado de los Abruzos, Guardiagrele, Introdacqua, Navelli, Opi, Pacentro, Penne, Pescocostanzo, Pettorano sul Gizio, Pietracamela, Santo Stefano di Sessanio, Rocca Calascio, Rocca San Giovanni, Scanno, Tagliacozzo, Villalago), castillos (en Civitella del Tronto, Roccascalegna, Celano, Pacentro, Anversa degli Abruzzi, Avezzano, Balsorano, Villalago, Calascio, Castellana Valle, Monteodorisio, Carpineto Sinello, Crecchio, Civitaluparella, Ortona, Castiglione Messer Marino, Civitella Messer Raimondo, Vasto, Palmoli, Serramonacesca, Salle), ermitas (Santa Croce y Morrone, San Juan, San Bartolomé, etc..),  el santuario de Gabriel de la Dolorosa con un promedio de 2 millones de visitantes cada año es uno de los 15 santuarios más visitados del mundo, el Monasterio de Santa María Valle Rotana, conventos (Convento de Retiro de la Santissima Annunziata del Poggio, el Convento de Nuestra Señora del Carmen, Convento de San Francisco (Lanciano), el Convento de Michetti, el Ex Convento di San Donato), abadías (San Clemente a Casauria, San Liberatore a Majella, San Giovanni in Venere, Santa María de Montesanto Abbey, la Abadía de Santa Lucía, la Abadía de Santa María Arabona, Morronese Abbey), y las antiguas iglesias (Santa María de Cryptas en Fossa, St. Thomas Caramanico y otros).